# Fred Teeven

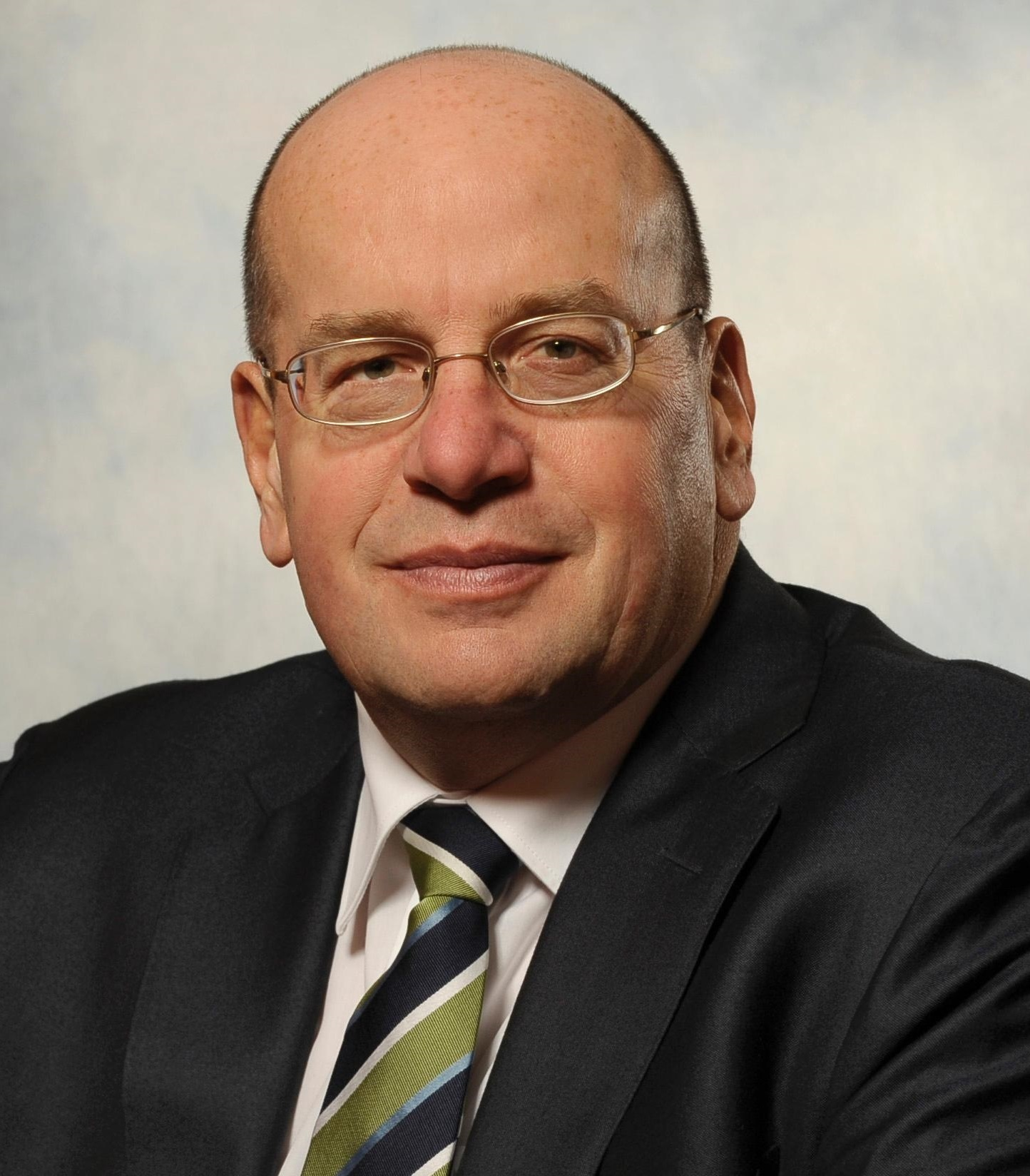
Fred Teeven (2013)

Fredrik „Fred“ Teeven (* 5. August 1958 in Haarlem) ist ein niederländischer Jurist und Lobbyist, ehemaliger Politiker und Staatsanwalt. Als Mitglied der Volkspartij voor Vrijheid en Democratie (VVD) war er von 2010 bis zu seinem Rücktritt im März 2015 Staatssekretär im Ministerium für Sicherheit und Justiz.

## Leben
Teeven wurde in der Provinz Nordholland geboren. Nach Erreichen der Fachhochschulreife (Havo) durchlief er zunächst eine Ausbildung bei der niederländischen Steuer- und Zollverwaltung (Belastingdienst). Ab 1980 arbeitete er zwölf Jahre lang als Steuer- bzw. Zollfahnder beim Fiscale Inlichtingen- en Opsporingsdienst (FIOD). Berufsbegleitend nahm er 1987 noch ein Abendstudium der Rechtswissenschaften an der Vrije Universiteit Amsterdam auf, das er 1990 als doctorandus (entspricht etwa einem Diplom- oder Magistergrad) abschloss. Danach war er von 1992 bis 2001 als Officier van justitie (entspricht einem Staatsanwalt) in Amsterdam tätig. Er wurde als „Verbrechensbekämpfer“ bekannt, da er zahlreiche Ermittlungen gegen organisierte Kriminalität leitete. Teeven war an der Strafverfolgung von Dési Bouterse, Mink Kok, Johan Verhoek und Willem Holleeder beteiligt. Von 1999 bis 2001 absolvierte er berufsbegleitend ein verwaltungswissenschaftliches Aufbaustudium an der Universität Twente zum Master of Public Management (MPM).
Teeven war bei der Parlamentswahl im Mai 2002 Spitzenkandidat (lijsttrekker) der Partei Leefbaar Nederland (LN). Diese war bis Februar desselben Jahres von Pim Fortuyn geführt worden und hatte zeitweilig hohe Umfragewerte gehabt. Dann setzte die Partei Fortuyn aufgrund abfälliger Äußerungen über den Islam und seiner Forderung, das Diskriminierungsverbot aus der niederländischen Verfassung zu streichen, ab und er gründete seine eigene Lijst Pim Fortuyn. Eine Woche vor der Wahl wurde Fortuyn ermordet. LN erhielt unter Teevens Führung 1,6 Prozent der Stimmen und 2 der 150 Sitze in der Zweiten Kammer. Bis zur vorgezogenen Neuwahl im Januar 2003 war er Mitglied des Repräsentantenhauses und Vorsitzender seiner Fraktion. Vor der Wahl übergab er die Rolle des LN-Spitzenkandidaten an Haitske van de Linde. Teeven trat aus der Partei aus und kehrte in den Justizdienst zurück. Von 2003 bis 2006 war er beim Landelijk Parket, d. h. der Generalstaatsanwaltschaft der Niederlande, für die Verfolgung von Kriegsverbrechen zuständig.
Im Jahr 2005 trat er wieder der rechtsliberalen Volkspartij voor Vrijheid en Democratie (VVD) bei, der er bereits vor seiner Zeit bei Leefbaar Nederland angehört hatte. Infolge der Parlamentswahl 2006 war er vom 30. November 2006 bis zum 14. Oktober 2010 erneut Mitglied des Repräsentantenhauses. Nach dem Sieg der VVD bei der Wahl im Juni 2010 – Teeven stand auf Platz drei der Parteiliste – wurde er am 14. Oktober 2010 zum Staatssekretär im Ministerium für Sicherheit und Justiz ernannt, wo er seinem Parteikollegen Ivo Opstelten zur Seite stand und für Prävention, Personen- und Familienrecht, Jugendgerichtsbarkeit, Urheberrecht, Glücksspiel sowie Rechtshilfe zuständig war. Im Kabinett Rutte II wurde das zuvor eigenständige Ministerium für Immigration und Asyl aufgelöst und dem Justizministerium angegliedert, anschließend war Teeven auch für diese Themen zuständig.
Ab 2014 wurde der sogenannte Teevendeal (auch als bonnetjesaffaire – „Quittungsaffäre“ bezeichnet) öffentlich, der auf ein Verfahren aus 2000/01 zurückging, das Fred Teeven noch als Staatsanwalt geführt hatte. Da die Staatsanwaltschaft die kriminelle Herkunft des von Konten des Drogendealers Cees H. beschlagnahmten Geldes nicht gerichtsfest nachweisen konnte, überwies sie ihm nach einer von Teeven getroffenen Absprache einen Großteil davon zurück, während ein kleinerer Teil als Geldbuße einbehalten wurde. In der öffentlich-rechtlichen Nachrichtensendung Nieuwsuur wurde berichtet, dass die Staatsanwaltschaft damals eine weit höhere Summe an Cees H. gezahlt hatte (fast 5 Millionen statt ca. 1,25 Millionen Gulden). Teeven und Justizminister Opstelten bestritten dies zunächst, eine Quittung für die Zahlung war zeitweilig nicht auffindbar. Schließlich bestätigte sich, dass die Justiz 4,7 Millionen Gulden an Cees H. gezahlt hatte. Teeven und Opstelten traten daraufhin von ihren jeweiligen Ämtern zurück. Danach nahm Teeven wieder sein Abgeordnetenmandat auf und gehörte bis zum Ende der Legislaturperiode im März 2017 der Zweiten Kammer an.
Nach dem Ende seiner politischen Karriere gründete Teeven 2017 ein Unternehmen für Reputationsmanagement und Cyberkriminalität, daneben arbeitete er einen Tag pro Woche als Busfahrer bei Connexxion in der Region Haarlem. Seit 2019 ist er Partner der Public-Affairs- und Kommunikationsagentur Meines Holla & Partners in Den Haag. Von 2019 bis 2023 war er Beiratsmitglied bei Sygno, einem RegTech-Unternehmen zur maschinellen Erkennung von Geldwäsche und Betrugsfällen. Seit 2022 ist er Vorsitzender des niederländischen Brauereienverbandes und seit 2023 Vorsitzender der Stiftung BREIN, einer Interessenvertretung der niederländischen Unterhaltungsbranche. Im Jahr 2024 übernahm er zusätzlich den Vorsitz im Verband der anerkannten Sicherheitsunternehmen (VEB) und bei der Stiftung des NZH-Verkehrsmuseums in Haarlem. Im März 2023 wirkte Teeven als verkenner an der Bildung der Provinzregierung in Zuid-Holland mit.